# North Stradbroke Island

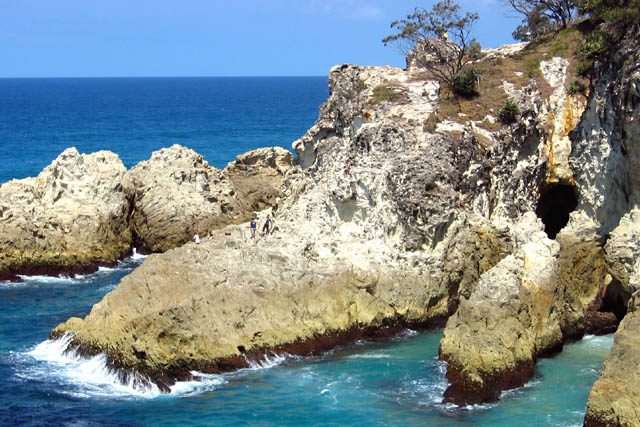
Wschodni brzeg wyspy widziany z Point Lookout

North Stradbroke Island (w językach aborygeńskich: Minjerribah), potocznie Straddie lub North Straddie – wyspa w stanie Queensland, w Australii. Wraz z South Stradbroke Island, Moreton oraz Bribie oddziela Zatokę Moreton od Morza Koralowego. Położona jest w gminie Redland City, w Brisbane.
Przed 1896, North Stradbroke Island i South Stradbroke Island stanowiły jedną wyspę Stradbroke Island, lecz w lecie 1896 potężny sztorm sprawił, że morze oddzieliło dwie wyspy od siebie, a w miejscu dawnego połączenia powstał Jumpinpin Channel.
Przy powierzchni równej 275,2 kilometra kwadratowego wyspa jest drugą pod względem wielkości piaskową wyspą na świecie. Na wyspie znajdują się trzy małe osiedla, wiele jezior, ale istotnym elementem jej krajobrazu są plaże nad Morzem Koralowym. Na wyspie przez wiele lat dominował przemysł wydobywania piasku, aczkolwiek w ostatnich latach za coraz większą część miejscowej ekonomii odpowiedzialny jest turyzm. Istotne jest także rybołówstwo. Rdzennymi mieszkańcami wyspy są członkowie plemienia Quandamooka.

## Geografia i środowisko
Wyspa jest długa na 38 kilometrów, a jej szerokość to około 11 km. Najwyższym punktem wyspy jest wzgórze osiągające wysokość 239 metrów. Wspólnie z wyspą Moreton, Bribie oraz South Stradbroke Island oddziela ona Zatokę Moreton od Morza Koralowego.
Wyspa leży w strefie klimatu subtropikalnego, opady to niewiele ponad 1500 mm deszczu na metr kwadratowy w ciągu roku, a średnia roczna temperatura to 25 °C.
Populacja wyspy to 2026 osób, z czego 883 mieszka w tutejszej stolicy – Dunwich. W pozostałych miastach mieszka 678 osób w Point Lookout i 348 w Amity. Podstawowym sposobem dotarcia na wyspę to prom ze stałego lądu, z miasta Cleveland.

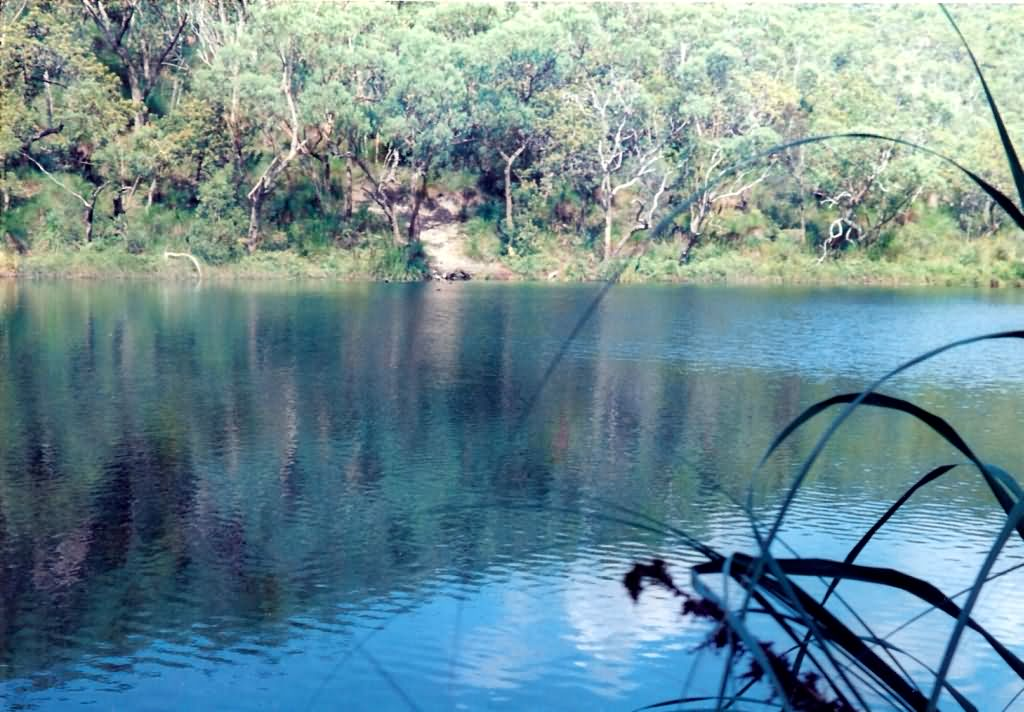
Blue Lake

### Plaże

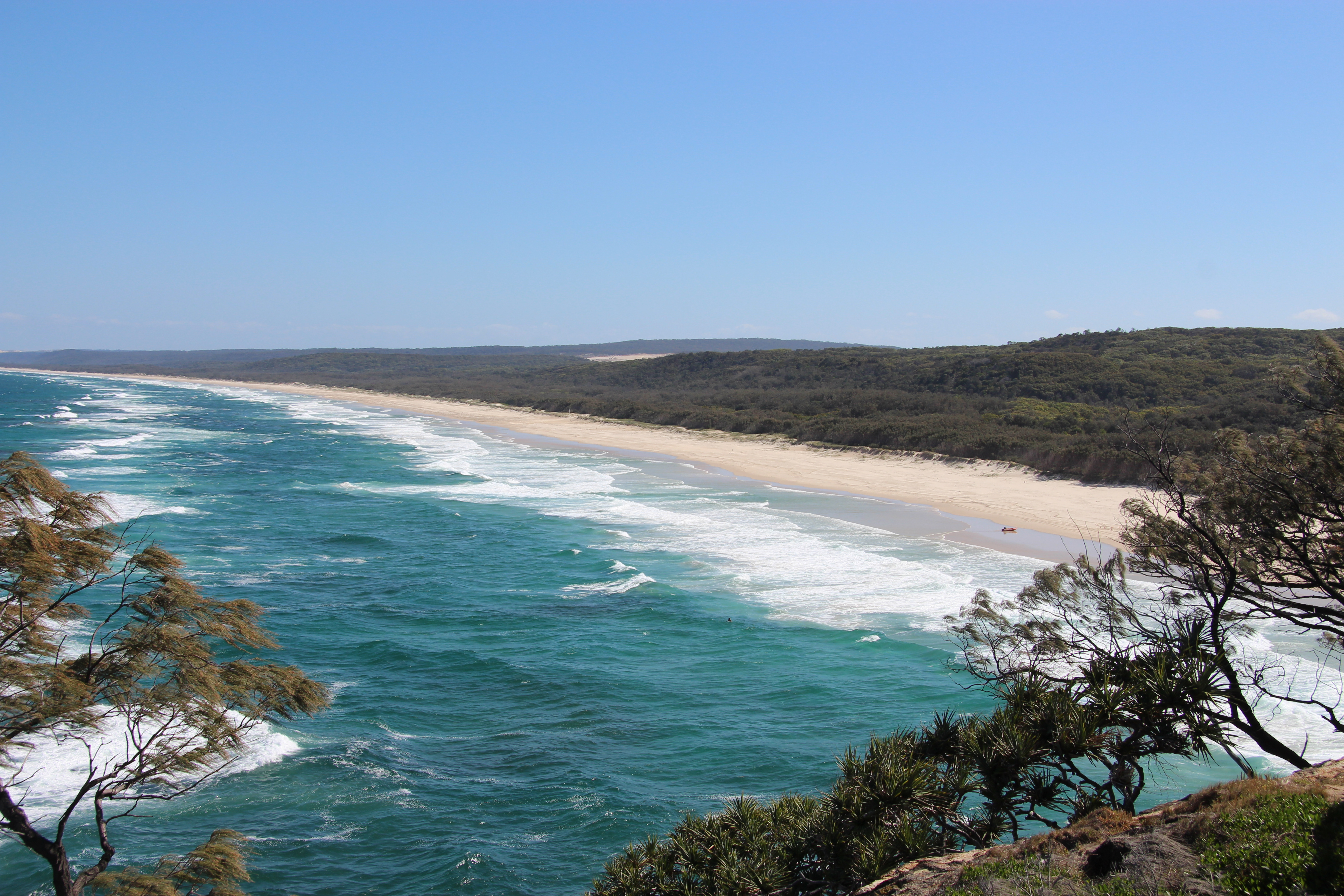
Widok z Point Lookout na Main Beach

Pięć głównych plaż zapewnia wyspie atrakcyjność turystyczną. Main Beach rozciąga się na 32 kilometry i jest uważana za najlepszą do surfowania, Cylinder Beach jest najbardziej chroniona od fal, co czyni ją najlepszą do kąpieli. Frenchmans Beach/Deadmans Beach nie posiada ochrony ratowników, ale jest popularna wśród turystów ze względu na unikalne widoki. Na wyspie znajdują się również Home Beach oraz Flinders Beach.

### Jeziora, źródła i mokradła
Na wyspie znajduje się ponad 100 słodkowodnych jezior, mokradeł oraz źródeł wody gruntowej. Woda gruntowa jest głównym źródłem słodkiej wody, z której korzystają mieszkańcy oraz miejscowy przemysł.

#### Blue Lake
Blue Lake jest jednym z największych jezior na wyspie. Cała jego powierzchnia znajduje się na terenie Naree Budjong Djara National Park. Posiada ono olbrzymie kulturowe i historyczne znaczenie dla miejscowych Aborygenów z ludu Quandamooka, rdzennych mieszkańców wyspy. Stała hydrologia jeziora sprawiła, że znajduje się ono w niezmienionym stanie przez ostatnie 7500 lat. Jezioro jest ważnym azylem dla wielu gatunków fauny i flory. Australijscy aktywiści starają się, żeby wody jeziora nie zostały wykorzystane do stale rozwijającego się na wyspie przemysłu.

#### Eighteen Mile Swamp
Od 26 października 1999 Eighteen Mile Swamp jest zarejestrowane w Australian Heritage Database. Bagno posiada powierzchnię ponad 30 kilometrów kwadratowych, jest również najdłuższym bagnem w południowym Queenslandzie. 27 marca 2011 cały jego teren został objęty ochroną w ramach Parku Narodowego Naree Budjong Djara. Terenem Parku zarządza lud Quandamooka wspólnie z gubernatorem Queenslandu.

## Fauna i flora

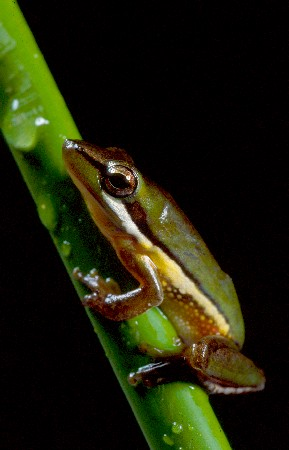
Żaba Olongburra (Litoria olongburensis) jest jednym z obecnych na wyspie gatunków zagrożonych wyginięciem

Wyspa jest siedliskiem wielu rzadkich i zagrożonych wyginięciem gatunków zwierząt i roślin. Występuje na niej 780 gatunków zwierząt i roślin, z których 599 jest endemicznych dla wyspy. 14 z nich jest określane jako zagrożone, a 2 jako bliskie wyginięcia.

## Historia
Na North Stradbroke Island stwierdzono najwcześniejsze ślady ludzkiego zamieszkania w całym stanie Queensland. Aborygeńskia (w języku jandai) nazwa wyspy to Minjerribah, ale w 1827 Henry John Rous, kapitan statku HMS Rainbow, pierwszego brytyjskiego statku w Zatoce Moreton, nazwał wyspę po swoim ojcu – hrabim Stradbroke.
Z wyspy pochodzi poetka Oodgeroo Noonuccal, publikującej pod zangielszczonym nazwiskiem – Kath Walker. Aborygenka jest aktywistką na rzecz praw rdzennej ludności.

## Rdzenni mieszkańcy
Rdzenni Aborygeni z plemienia Quandamooka obecni na wyspie składają się z klanów: Noonuccal, Goenpul oraz Ngugi. Quandamooka jest aborygeńskim określeniem Zatoki Moreton. Lud jest plemieniem nomadzkim i często zmienia miejsce zamieszkania na terenie wyspy. W lipcu 2011 członkowie plemienia wygrali wieloletnią batalię sądową przeciwko rządowi Australii o rozpoznanie ich jako oficjalnego plemienia, Sąd Federalny przyznał im również prawa do posiadania własnej ziemi, decydowania o niej oraz podejmowania działań na jej terenie.
12 grudnia 2019, 8 lat po wyroku sądu, premier Queenslandu wzięła udział w oficjalnym przekazaniu 6483 hektarów ziemi (ponad 24% powierzchni wyspy) plemieniu Quandamooka.

## Fundusz wspólnotowy
W 2011 Sibelco – główna firma działająca na wyspie, ogłosiła utworzenie funduszu wspólnotowego fundowanego z części zysków z operacji wykonywanych na wyspie. Firma dokonała tego po wieloletniej krytyce faktu, że zarobiła na dzierżawie terenów przemysłowych wyspy ponad 1,5 miliarda dolarów nie dzieląc się przy tym z mieszkańcami wyspy. Fundusz jest zarządzany przez radę wybieraną przez mieszkańców wyspy oraz przedstawicieli Sibelco.
12 grudnia 2019 roku firma Sibelco podpisała porozumienie z rządem Queenslandu i przedstawicielami plemienia Quandamooka, w którym zobowiązała się do wspólnych działań na rzecz przyszłości wyspy. 31 grudnia 2019 roku oficjalnie zakończona została górnicza eksploatacja wyspy.